# Fréhel

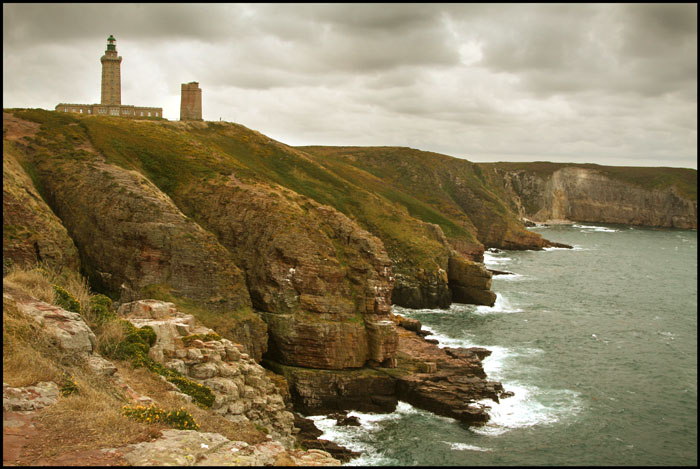
Mys Frehel

Mys Fréhel (Cap Fréhel) (ornitologická rezervace) se nachází ve Francii, v Bretani 8,5 kilometru od obce Fréhel a 4 kilometry od obce Plévenon. Patří mezi nejpůsobivější mysy v Bretani: skalní masiv se zvedá do výšky kolem 70 metrů nad mořem. Stezka mezi vřesovišti označená GR 34 vytváří okruh kolem mysu. Při dobré viditelnosti je možné odsud spatřit anglo-normandský ostrov Jersey.

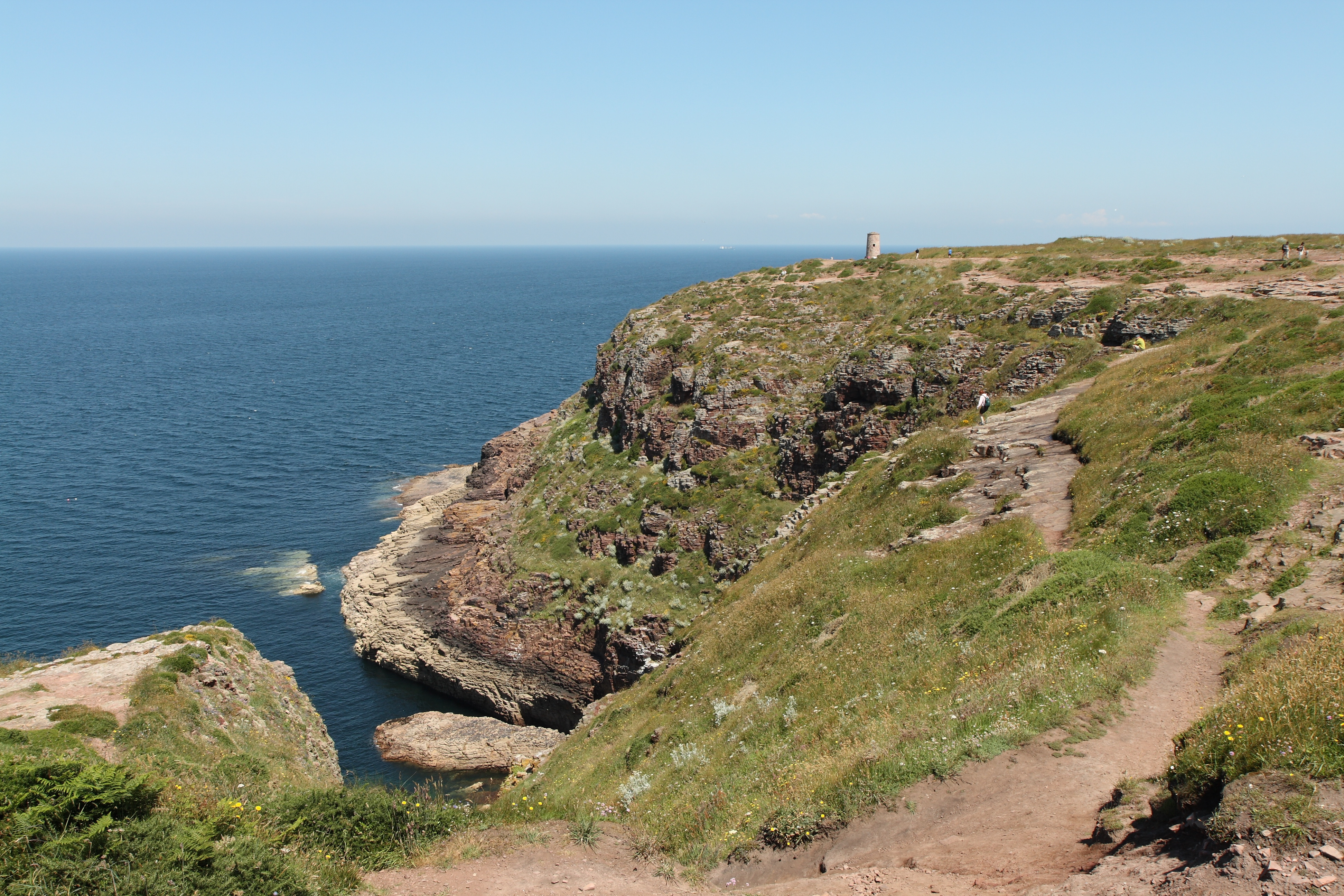
Útesy na mysu Fréhel

Dosud zde stojí starý maják (neboli Vaubanova věž) ze žuly byl postaven za vlády Ludvíka XIV. v roce 1701 francouzským stavitelem Siméonem Garangeauem, žákem Sébastiena Vaubana. V té době se svítilo zejména za pomoci rybího tuku.
Na místě, kde dnes stojí současný maják, byl v roce 1836 postaven modernější maják, který byl v roce 1886 elektrifikován. Byl zničen německými vojsky v srpnu 1944.
Současný maják byl postaven v době od začátku roku 1946 a uveden do provozu v roce 1950: měří 32 metrů a jeho světlo má dosah na moře na vzdálenost 103 metrů. Za jasného počasí je jeho světlo však vidět ze vzdálenosti více než 100 kilometrů.

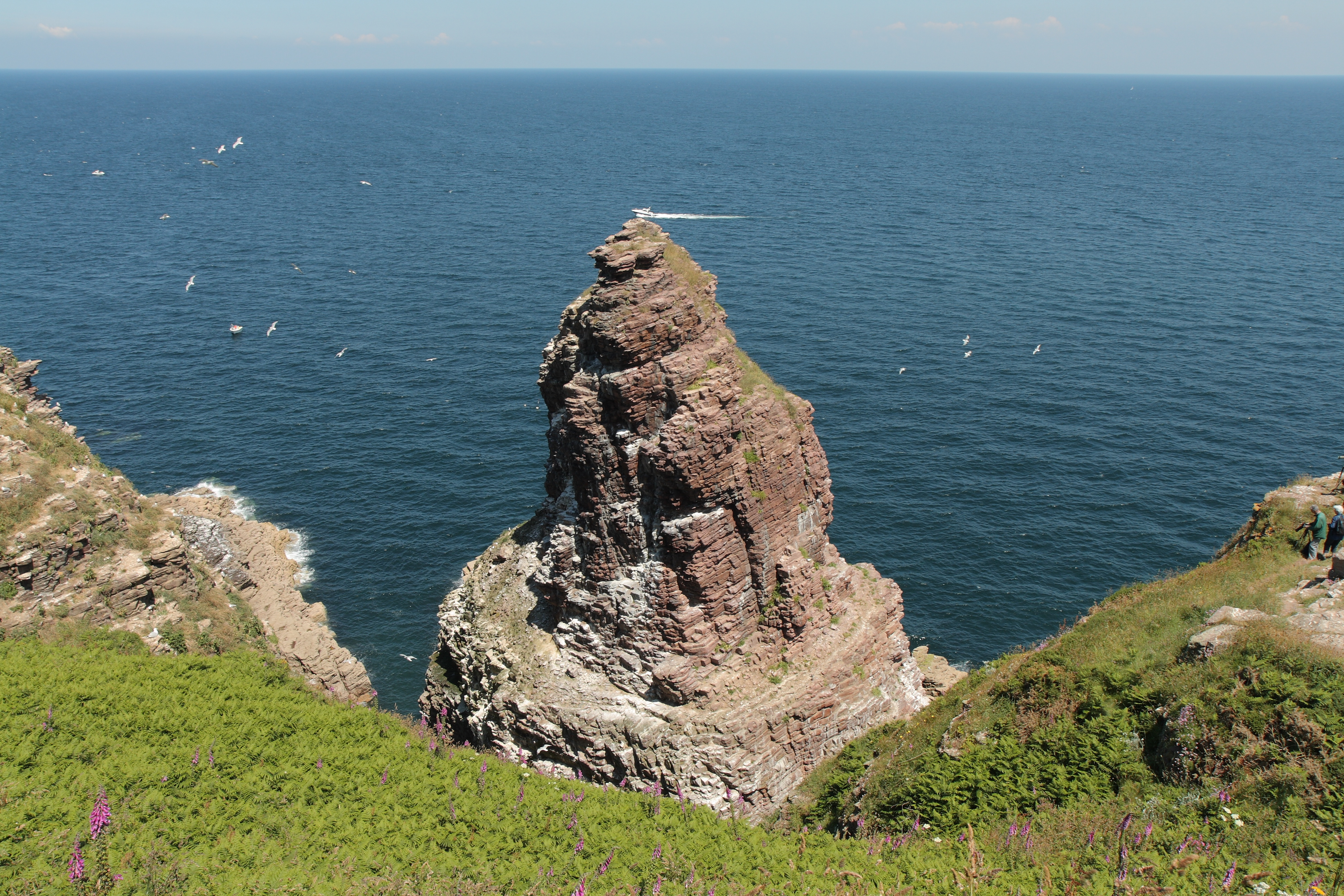
Útesy na mysu Fréhel

Mys Fréhel dal jméno mysu Freels na východním pobřeží Newfoundlandu, když odsud místní námořníci začali vyplouvat na lov tresky k newfoundlandským břehům..